# Dietmar Grieser

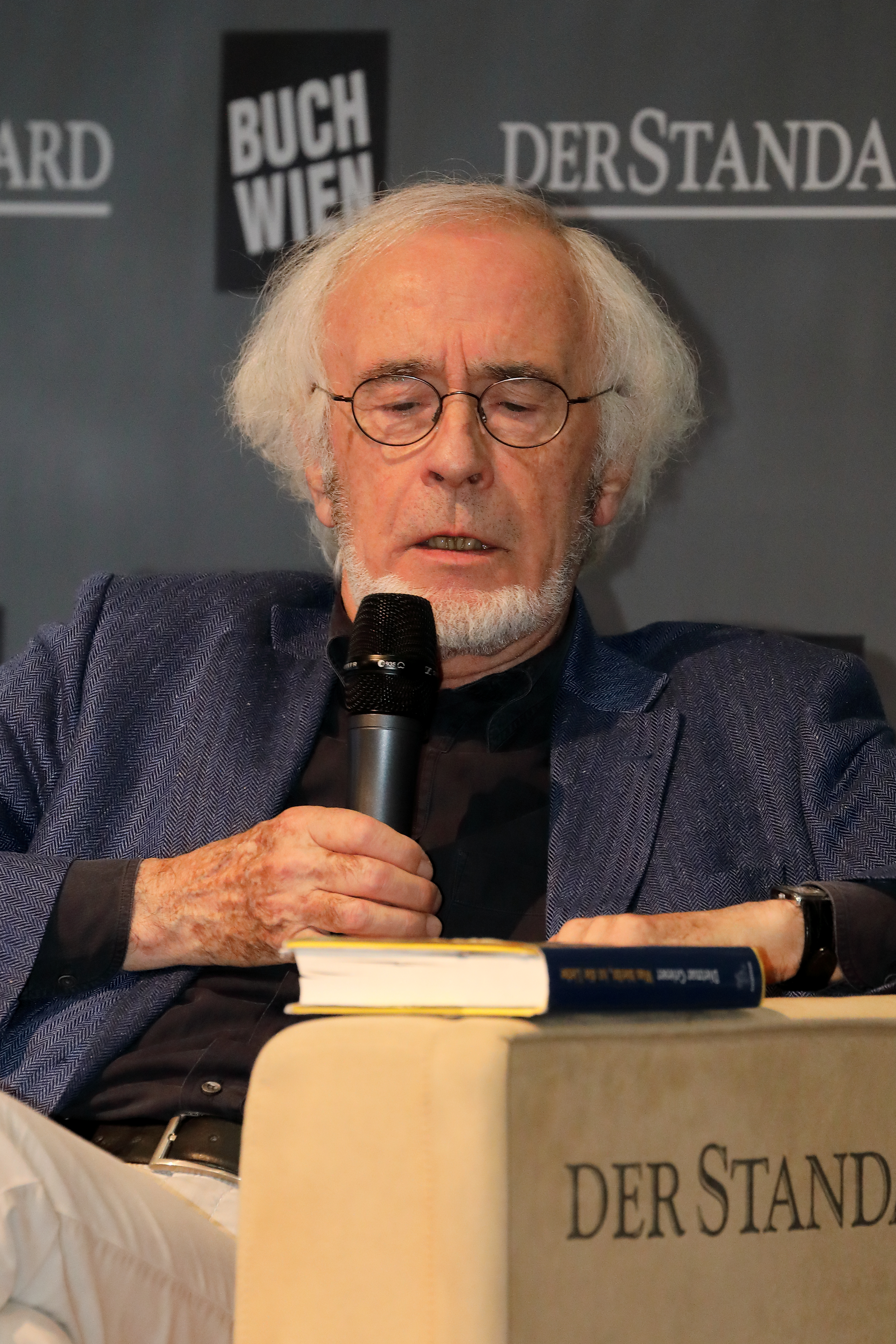
Dietmar Grieser (2018)

Dietmar Grieser (* 9. März 1934 in Hannover) ist ein österreichischer Autor von Sachbüchern, Journalist, Rundfunk- und Fernsehautor.

## Leben
Dietmar Grieser wuchs in der Saarpfalz auf, begann sein Studium der Publizistik und Sozialwissenschaft in Münster und München und lebt seit 1957 nach einem Auslandssemester in Wien, wo er auch die österreichische Staatsbürgerschaft annahm. Von 1957 bis 1960 war er als studentischer Redakteur für den Semesterspiegel tätig. Seit 1973 schrieb er mehrere Bestseller und Longseller, die in verschiedene Sprachen übersetzt wurden. Sein umfangreiches Werk umfasst auch zahlreiche Sendereihen im Hörfunk und Fernsehserien wie Schauplätze der Weltliteratur, Dichtung und Wahrheit und Köpfe. Seine Spezialgebiete sind literarische Reportagen, Dokumentationen und Feuilletons. Grieser ist Mitglied des Österreichischen P.E.N.-Clubs.
Dietmar Grieser wurde mit zahlreichen Preisen geehrt, wie dem Österreichischen Ehrenkreuz für Wissenschaft und Kunst I. Klasse und dem Eichendorff-Literaturpreis. 1988 wurde ihm von der Republik Österreich durch ihren Bundespräsidenten Kurt Waldheim der Titel „Professor honoris causa“ verliehen. Im Jubiläumsjahr der Stadt Zweibrücken („650 Jahre Zweibrücken“) 2002 war Grieser dort Stadtschreiber, 2004 erhielt er den erstmals vergebenen Buchpreis der Wiener Wirtschaft, 2017 erhielt er den Sudetendeutschen Kulturpreis für Literatur. Im Juli 2024 wurde ihm als erstem Preisträger der von der Stadt Wien neu gestiftete „Preis für besondere kulturelle Verdienste um die Stadt Wien“ verliehen.

## Werke (Auswahl)
Autobiographie

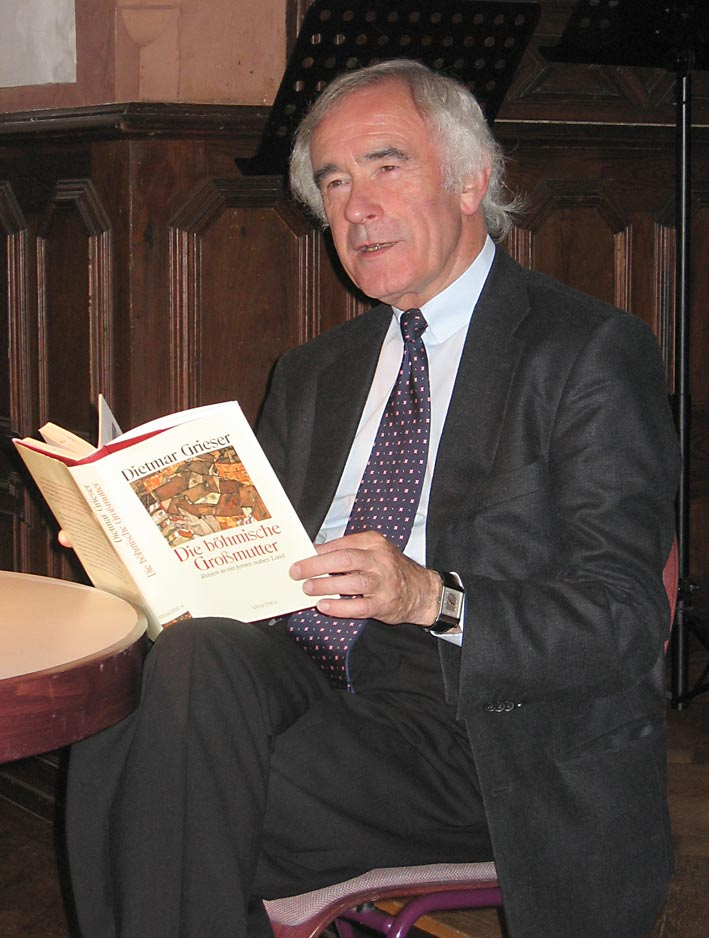
Dietmar Grieser (2005)

- Alle Wege führen nach Wien. Abenteuer eines Literaturtouristen. Insel-Verlag, Frankfurt/M. 1999, ISBN 3-458-34243-5.
- Das gibt's nur in Wien. Eine autobiographische Spurensuche. Amalthea-Verlag, Wien 2012, ISBN 978-3-85002-805-9.
- Landpartie. Begegnungen, Erlebnisse, Entdeckungen in Österreich. Amalthea-Verlag, Wien 2013, ISBN 978-3-85002-839-4.

Sachbücher
- Schauplätze der Weltliteratur. Albert Langen-Georg Müller Verlag GmbH, München-Wien 1974/76, ISBN 3-442-11219-2.
- In deinem Sinne. Begegnungen mit Künstlerwitwen. Ullstein, Frankfurt/M. 1988, ISBN 3-548-22010-X.
- Wiener Adressen. Ein kulturhistorischer Wegweiser mit Straßenplänen und Fotos. Insel-Verlag, Frankfurt/M. 1989, Insel-Taschenbuch 1203, ISBN 3-458-32903-X, Ausgabe 4, 1995; nach der Ausgabe Alte Häuser, Große Namen, Verlag Niederösterreichisches Pressehaus, St. Pölten und Wien 1986 bis 1988.
- Im Tiergarten der Weltliteratur. Auf den Spuren von Kater Murr, Biene Maja, Bambi, Möwe Jonathan und den anderen. Dtv, München 1993, ISBN 3-423-30361-1.
- Schauplätze der Literatur. Vom Zauberberg zur Strudlhofstiege. Insel-Verlag, Frankfurt/M. 1996, ISBN 3-458-33522-6.
- Große historische Straßen. Von der Via Appia bis zur Avus; eine kulturhistorische Spurensuche. Insel-Verlag, Frankfurt/M. 1997, ISBN 3-458-33674-5.
- Kein Bett wie jedes andere. Möbel, die Geschichte machten. Piper, München 2000, ISBN 3-492-22907-7.
- Sie haben wirklich gelebt. Literarische Figuren und ihre Vorbilder. Amalthea-Verlag, Wien – München, 2. Auflage Oktober 2001, ISBN 3-85002-467-9.
- Heimat bist du großer Namen. Österreicher in aller Welt. Heyne, München 2002, ISBN 3-453-21624-5.
- Wien. Wahlheimat der Genies. Amalthea-Verlag, Wien 2002, ISBN 3-85002-357-5.
- Im Rosengarten. Eine literarische Spurensuche in Südtirol. Insel-Verlag, Frankfurt/M. 2003, ISBN 3-458-34209-5 (nach einer Idee von Sabrina Fasching).
- Von Zweibrücken in die Welt. 650 Jahre Stadt Zweibrücken. Stadtverwaltung, Zweibrücken 2003, ISBN 3-00-010337-6 (hrsg. von der Stadtverwaltung Zweibrücken).
- Die Leiden der alten Wörter. Edition Thurnhof, Horn 2003, ISBN 3-900678-36-7 (Mit Offsetfarblithographien von Bernhard Hollemann).
- Das späte Glück. Große Lieben großer Künstler. Amalthea-Verlag, Wien 2003, ISBN 3-85002-505-5.
- Eine Liebe in Wien. NP-Buchverlag, St. Pölten 2003, ISBN 3-85326-216-3.
  - Eine Liebe in Wien. Hörbuch. Jumbo Neue Medien und Verlag, Hamburg 2003, ISBN 3-89592-838-0 (2 CDs, gelesen von Dietmar Grieser).
- Pinocchio, Pumuckl und Peter Pan. Kinderbuchfiguren und ihre Vorbilder. Insel-Verlag, Frankfurt/M. 2003, ISBN 3-458-34628-7 (früherer Titel Die kleinen Helden).
- Verborgener Ruhm. Österreichs heimliche Genies. Amalthea-Verlag, Wien 2004, ISBN 3-85002-508-X.
- Nachsommertraum im Salzkammergut. Eine literarische Spurensuche. Insel-Verlag, Frankfurt/M. 2004, ISBN 3-458-33548-X.
- Die böhmische Großmutter. Reisen in ein fernes nahes Land. Amalthea-Verlag, Wien 2006, ISBN 3-85002-536-5.
- Weltreise durch Wien. Lebensstationen berühmter Persönlichkeiten. Dtv, München 2006, ISBN 3-423-34275-7.
- Alle meine Frauen. eine Porträtgalerie. Residenz-Verlag, St. Pölten 2006, ISBN 3-7017-1446-0.
- Dietmar Grieser für Kenner. Das Lesebuch. Amalthea-Verlag, Wien 2006, ISBN 978-3-85002-558-4.
- Der erste Walzer und andere Sensationen von anno dazumal. Amalthea-Verlag, Wien 2007, ISBN 3-85002-606-X.
- Die guten Geister. sie dienten den Großen dieser Welt; Köche, Butler, Sekretär. Amalthea-Verlag, Wien 2008, ISBN 978-3-85002-662-8.
- Der Onkel aus Preßburg. Auf österreichischen Spuren durch die Slowakei. Amalthea-Verlag, Wien 2009, ISBN 978-3-85002-684-0.
- Es ist nie zu spät. Ihr zweites Leben; von Charlie Chaplin bis Karlheinz Böhm. Amalthea-Verlag, Wien 2010, ISBN 978-3-85002-718-2.
- Das zweite Ich. Von Hans Moser bis Kishon, von Falco bis Loriot. Amalthea-Verlag, Wien 2011, ISBN 978-3-85002-756-4.

## Rezeption
2004 gewann er den Buchpreis der Wiener Wirtschaft (für Werke mit Bezug zu Wien).
Außerdem erhielt er das Österreichische Bundesverdienstkreuz für Wissenschaft und Kunst.
2014 erhielt er die „Artis Bohemiae Amicis Medal“.